# Ögonfläckad fältmätare
Ögonfläckad fältmätare (Cosmorhoe ocellata) är en fjärilsart som beskrevs av Carl von Linné 1758. Ögonfläckad fältmätare ingår i släktet Cosmorhoe och familjen mätare. Arten är reproducerande i Sverige. Inga underarter finns listade i Catalogue of Life.

## Bildgalleri

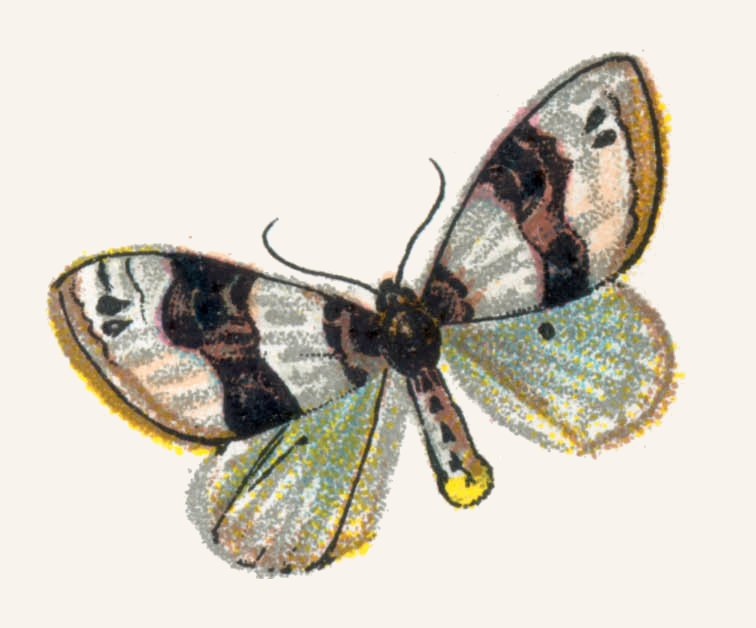
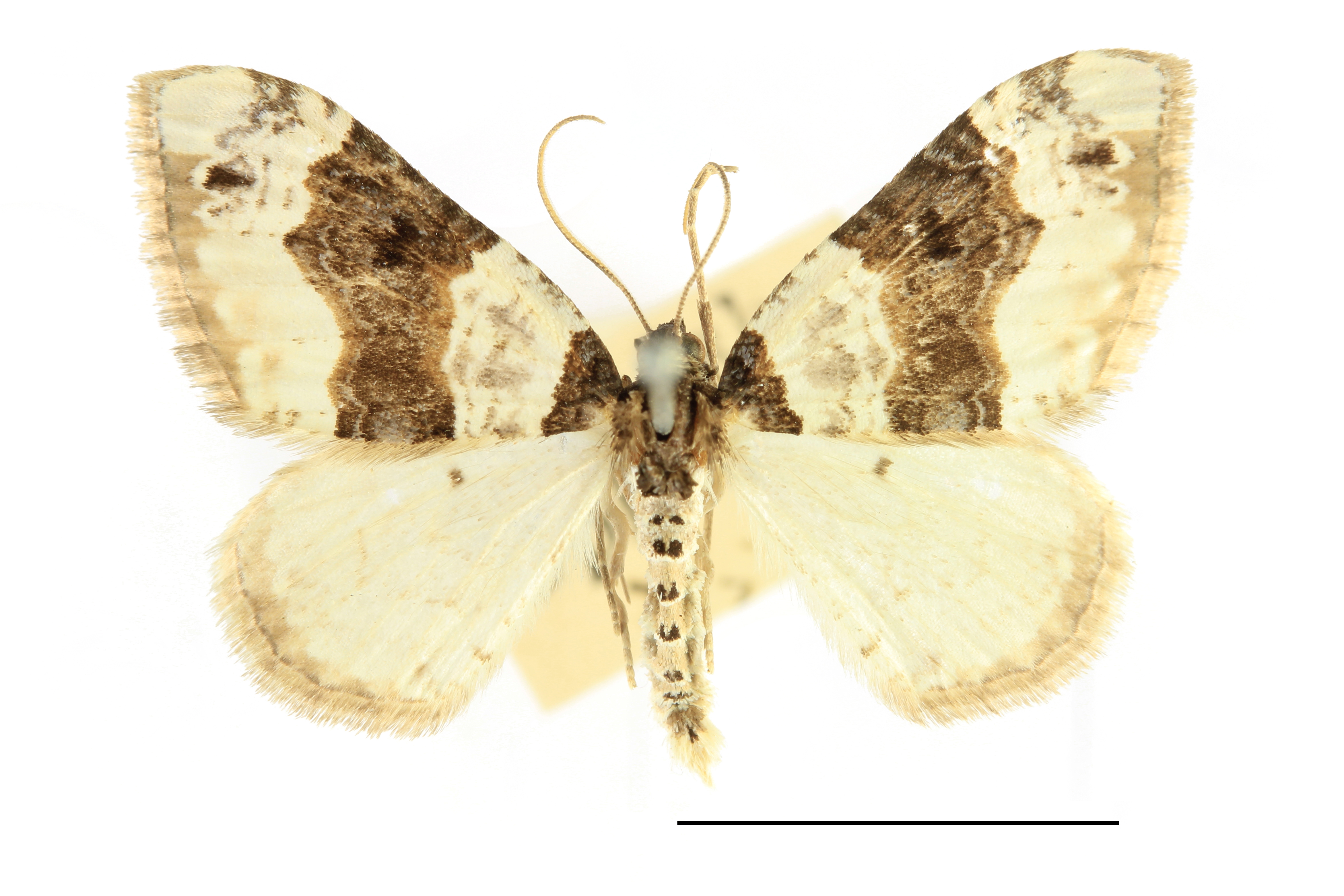
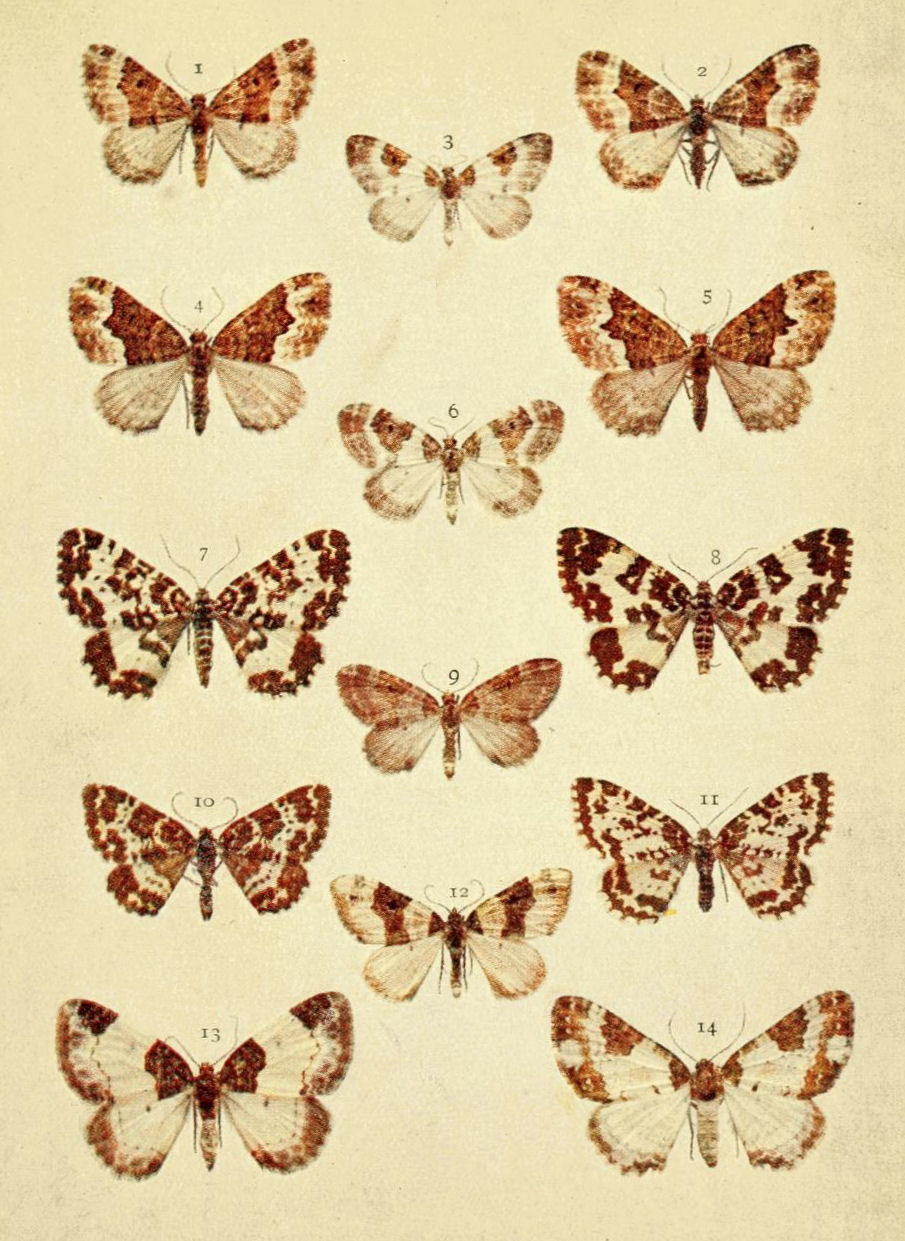
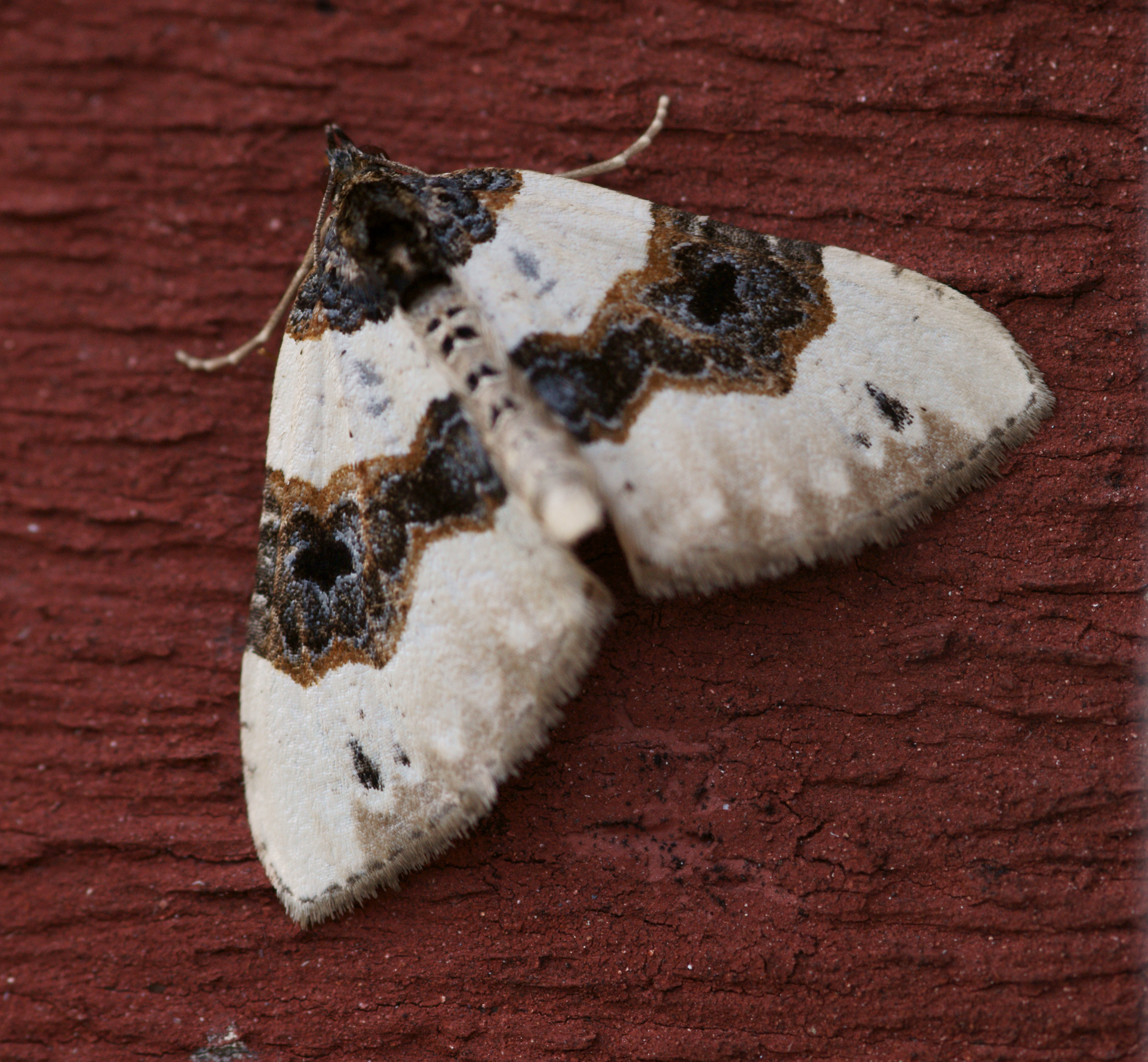